# Eriocaulon scariosum
Eriocaulon scariosum là một loài thực vật có hoa trong họ Eriocaulaceae. Loài này được Sm. mô tả khoa học đầu tiên năm 1809.

## Hình ảnh

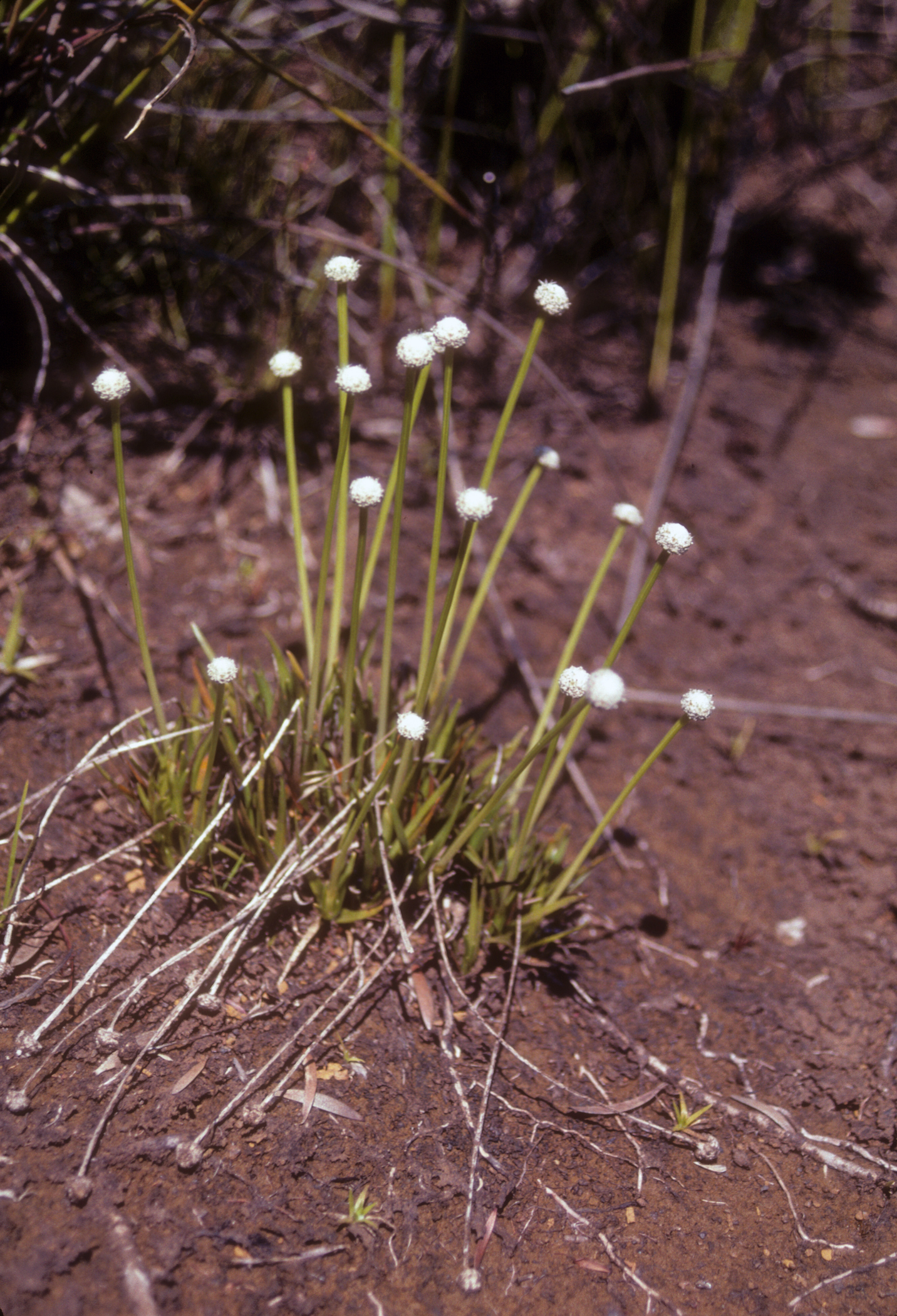